# ヒメユズリハ
ヒメユズリハ（姫楪・姫譲葉・青黄剛樹、学名: Daphniphyllum teijsmannii）は、ユズリハ科ユズリハ属の常緑高木。海岸付近に多く、トベラやウバメガシと共に海岸林の重要な構成樹種である。和名は、ユズリハよりも葉が小さいことに由来する。別名、オオバユズリハ、アマミユズリハ、オキナワヒメユズリハ。

## 分布
日本（本州中南部、四国、九州、沖縄）、台湾、朝鮮に分布する。暖地の海岸近くの照葉樹林内に生える。

## 形態・生態
高さは3 - 10メートル (m) になり、同属のユズリハより全体的に小さい。樹皮は灰褐色から茶褐色で、皮目が散生する。頂芽は円錐形の葉芽で葉柄が変化した芽鱗に包まれていて、枝先の葉のつけ根に小さくて丸い花芽がつく。
枝先に葉を束生する。葉は楕円形で長さ4 - 15センチメートル (cm) 、革質でかたく、特に若いときにごくあらい鋸歯を見せることがある。葉柄は長く、葉の付け根で少し曲がる。葉柄がきれいな赤に色づかない。
雌雄異株で、花期は5月頃。
11月頃に果実は黒紫色に熟する。

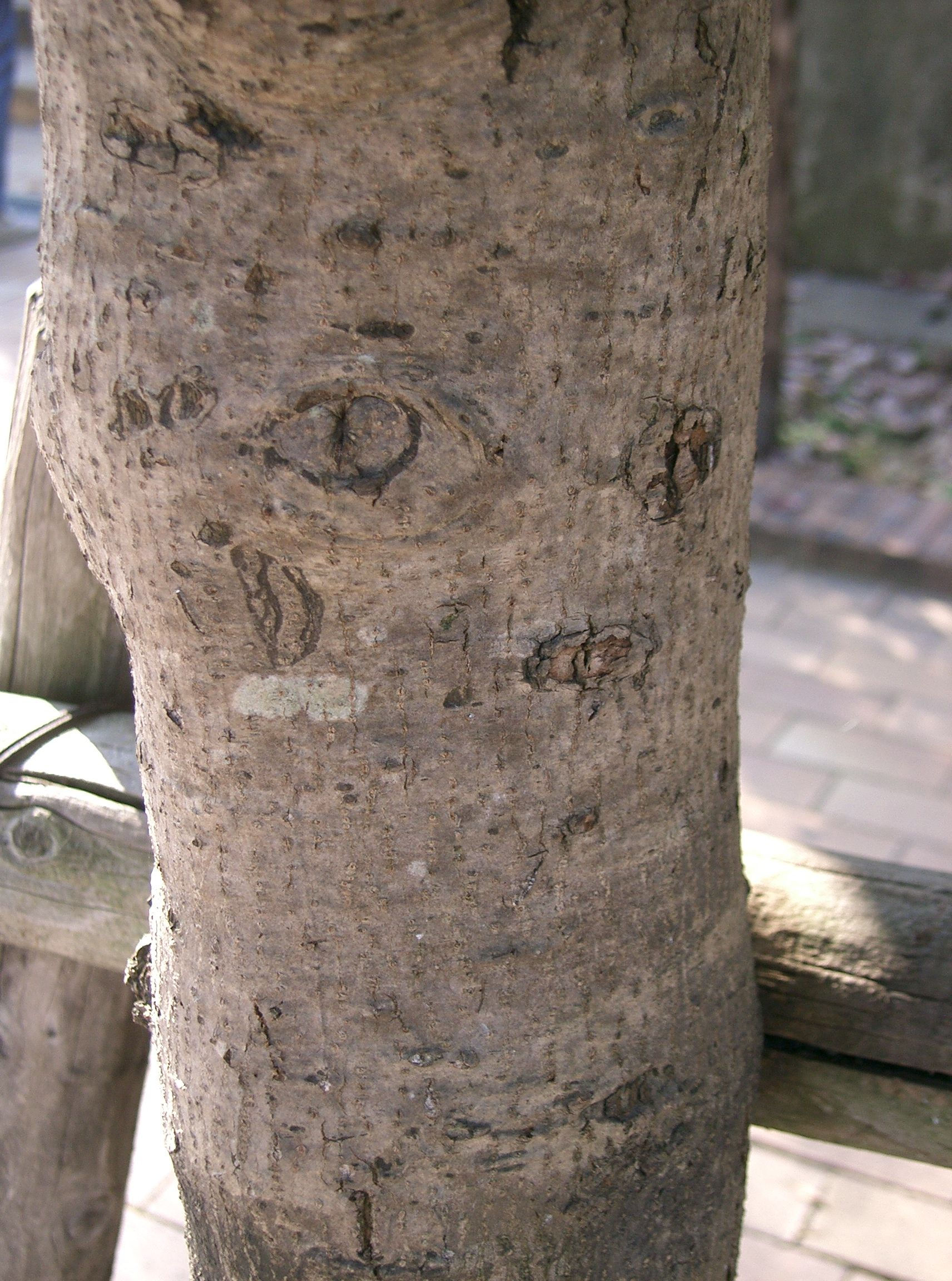
樹皮
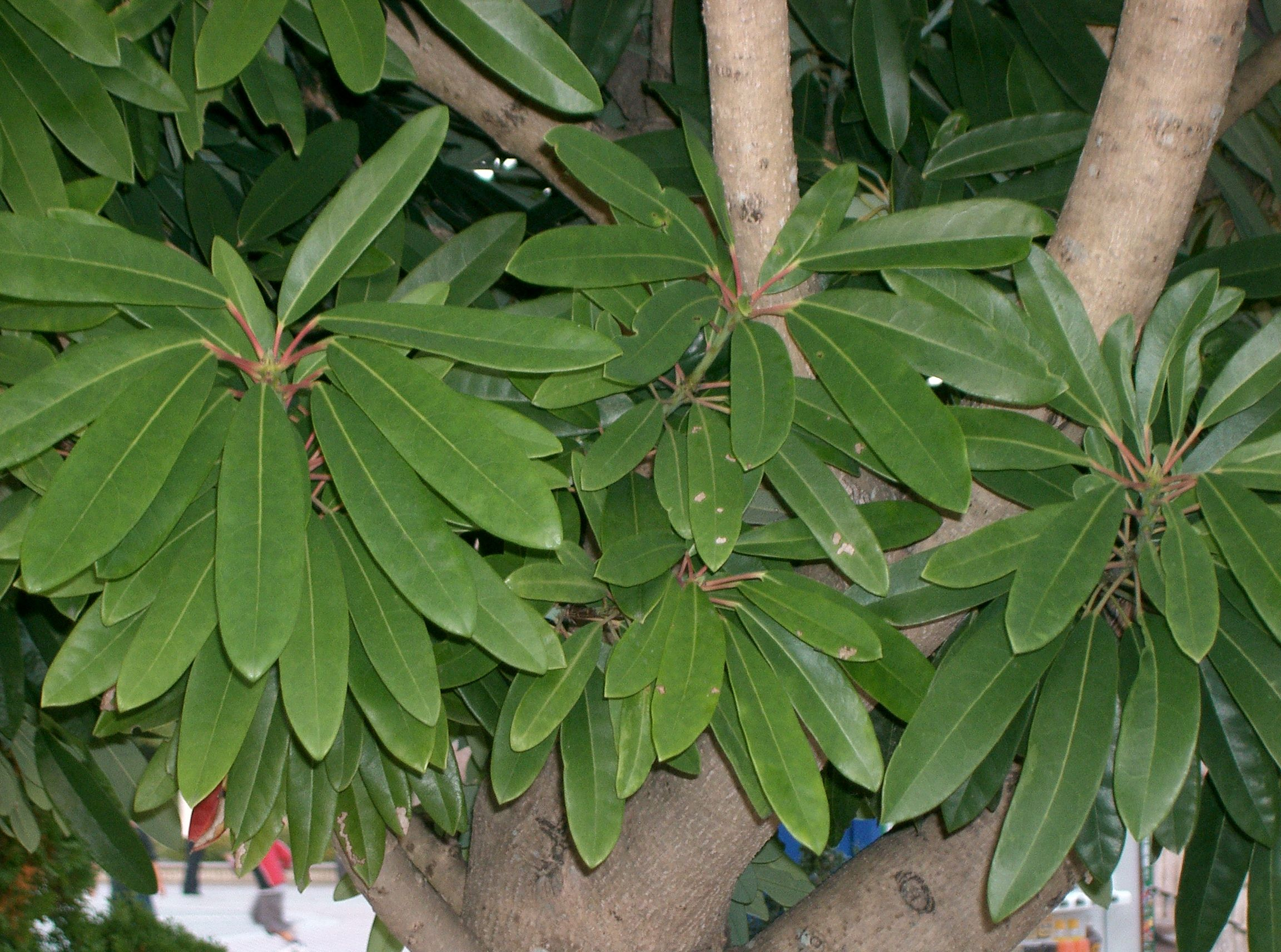
葉
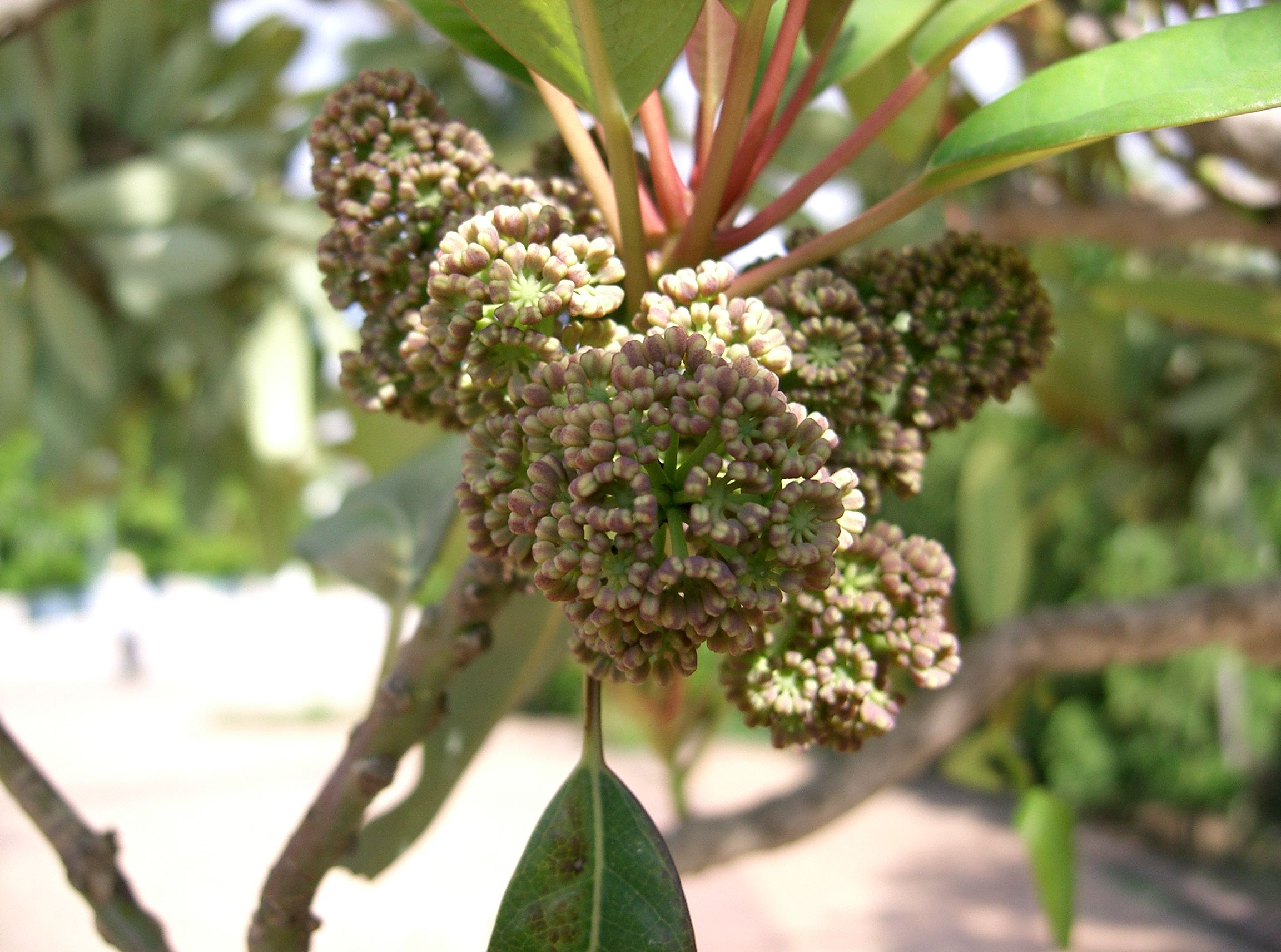
雄花
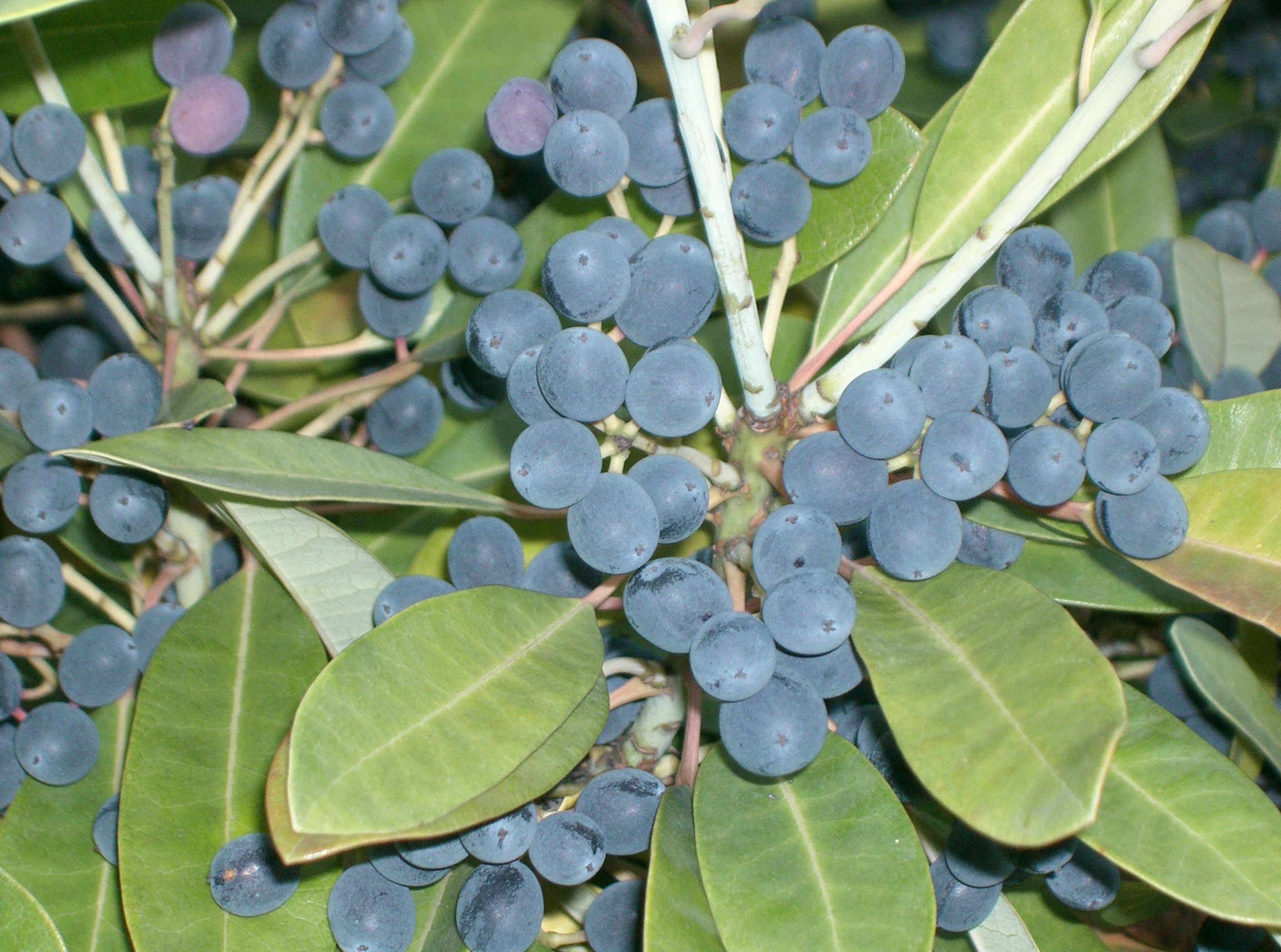
果実

## 人間との関わり
庭木や街路樹にもよく使われる。